# Elvis – That’s the Way It Is
Elvis – That’s the Way It Is ist der Titel einer Filmdokumentation über eine Konzertreihe, die Elvis Presley im August 1970 in Las Vegas gab. Der Film wurde am 11. November 1970 veröffentlicht.

## Inhalt
Der Film ist inhaltlich in zwei Teile geteilt. Im ersten Teil gibt der Film eine halbe Stunde Einblick in die Proben, zuerst in Los Angeles, dann in Las Vegas. Anschließend werden eine Stunde lang Stücke aus den ersten sechs Konzerten des Las-Vegas-Gastspiels gezeigt. Die Stimmung bei den Proben scheint locker gewesen zu sein und Presley war sichtbar froh, wieder zu musizieren. Er trägt normale zeittypische Kleidung und unfrisierte Haare.
Presley scheint auf dem Höhepunkt seines künstlerischen Schaffens als Live-Entertainer zu sein. Er präsentiert alte und neue Lieder, die Bandbreite reicht von frühen Rock-’n’-Roll-Hits über getragene Balladen. Die Songs werden schneller gespielt, als sie im Studio aufgenommen wurden, und Presley zeigt die für ihn typische Bühnenshow mit kreisenden Hüften und Karateeinlagen.
Immer wieder wird das Publikum gezeigt, in dem auch viele Prominente, unter anderem Cary Grant (in seinem letzten Filmauftritt), Sammy Davis Jr. und George Hamilton saßen. Gerade die ekstatische Reaktion des weiblichen Publikums zeigt, dass Presley trotz der Jahre in Hollywood, in denen er keine Konzerte gegeben hatte, nichts von seiner Wirkung auf das Live-Publikum eingebüßt hatte.

## Kritiken
„Dokumentarfilm über den amerikanischen Showstar Elvis Presley und sein Gastspiel in Las Vegas. Er konzentriert sich auf den Musiker und Sänger Presley und verzichtet auf jeden Klatsch: das Phänomen wird erlebbar.“

## Restaurierung und DVDs
2001 wurde eine restaurierte Fassung veröffentlicht, für die der Filmarchivar und -restaurator Rick Schmidlin im Jahr zuvor eine Überarbeitung vorgenommen hatte. So wurden insbesondere Interviews mit Konzertbesuchern durch weitere Probeaufnahmen ersetzt. Außerdem erfolgte eine Verbesserung der Bildqualität und eine digitale Abmischung in 6-Kanal-Ton. Der Restauration fielen die Songs I Just Can’t Help Believing, Sweet Caroline sowie die Konzert-Version von Bridge Over Troubled Water zum Opfer.
2007 erschien eine neue „Special Edition“ mit zwei DVDs von Elvis – That's The Way It Is. DVD 1 ist identisch mit der restaurierten Fassung, DVD 2 enthält die Kinoversion von Elvis – That's The Way It Is aus dem Jahr 1970 sowie als Extras die später entfernten Songs und Outtakes.

## Songs der DVD Version von 2001
Probeaufnahmen
- Mystery Train/Tiger Man
- That’s All Right
- Little Sister/Get Back
- Words
- My Baby Left Me
- Crying Time
- Love Me
- Twenty Days and Twenty Nights
- Bridge over Troubled Water
- Cattle Call
- Chime Bells
- Santa Claus is Back in Town
- Words
- Mary in the Morning

Konzert
- That’s All Right
- I Got a Woman
- Hound Dog
- Heartbreak Hotel
- Love Me Tender
- I Can’t Stop Loving You
- Just Pretend
- The Wonder of You
- In the Ghetto
- Patch It Up
- You’ve Lost That Loving Feeling
- Polk Salad Annie
- One Night
- Don’t Be Cruel
- Blue Suede Shoes
- All Shook Up
- You Don’t Have to Say You Love Me
- Suspicious Minds
- Can’t Help Falling in Love